# Cattleya forbesii
Cattleya forbesii Lindl., 1826  è una pianta della famiglia delle Orchidacee endemica del Brasile.

## Descrizione
È un'orchidea di taglia media, che cresce su alberi o cespugli (epifita) ma occasionalmente anche su rocce (litofita) e presenta pseudobulbi leggermente gonfi,  ricoperti da molte guaine membranose che portano due foglie larghe, coriacee, di forma oblunga ad apice arrotondato o dentellato. La fioritura avviene dall' autunno, fino alla primavera ed è costituita da un'infiorescenza eretta, protetta da una guaina che porta da uno fino a sei fiori. Questi sono grandi da 6 a 11 centimetri, di aspetto robusto e ceroso, profumati, di lunga durata e di colore variabile, con prevalenza del giallo.

## Distribuzione e habitat
La specie è originaria del Brasile, dove vegeta su alberi o cespugli, ma occasionalmente su rocce, ad un'altitudine media di 200 metri.

## Sinonimi
Epidendrum forbesii (Lindl.) Rchb.f., 1861

Epidendrum pauper Vell., 1831

Maelenia paradoxa Dumort., 1834

Cattleya vestalis Hoffmanns., 1843

Cattleya fulva Beer, 1854

Cattleya isopetala Beer, 1854

Cattleya forbesii var. viridiflora Horta, 1936

Cattleya pauper (Vell.) Stellfeld, 1949

Cattleya forbesii f. aurea A.Seidel ex Roeth, 2006

## Coltivazione
Questa pianta è bene coltivata in vasi contenenti scaglie di felce o di sughero ben drenati. L'irrigazione deve essere praticata nella stagione della fioritura; l'esposizione ideale è a mezz'ombra, con temperature calde nel periodo delle vegetazione e fresche durante il riposo.